# Ferdinand av Österrike-Este (II)

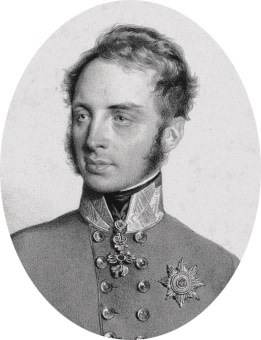
Ferdinand Karl av Österrike-Este

Ärkehertig Ferdinand Karl av Österrike-Este föddes 20 juli 1821 och dog 15 december 1849, var en österrikisk militär.
Han var yngre son till hertig Frans IV av Modena och Maria Beatrice av Savojen.
1847 gifte sig Ferdinand i Wien med ärkehertiginnan Elisabeth Franziska av Österrike-Ungern (1831-1903).
Deras enda barn, prinsessan Maria Theresia, (1849-1919), föddes samma år som Ferdinand avled i tyfoidfeber (tyfus) i Brno.